# 1807 Slovakia
1807 Slovakia este un asteroid din centura principală, descoperit pe 20 august 1971, de Milan Antal.